# Нижнеколымск
Нижнеколы́мск (встречается также написание «Нижне-Колымск») — село в Нижнеколымском улусе Республики Саха (Якутия) Российской Федерации. Входит в состав муниципального образования сельское поселение Походский наслег.  Основано в 1644 году как Нижнеколымское зимовье

## География
Село расположено на крайнем северо-востоке Якутии, на Колымской низменности,  на левом берегу Колымы, напротив устья Анюя, в 29 км юго-западнее Черского, административный центра района.

## История

### XVII — середина XVIII века
Появление Нижнеколымского зимовья связано с походом казаков Михаила Васильевича Стадухина и Дмитрия Михайловича Зыряна, открывшим для России Колыму. Дату постройки зимовья относят к 1644 году, хотя есть и альтернативные датировки в диапазоне от 1643 до 1647 годов. Укреплённое зимовье было выстроено на одном из островов между главным течением Колымы и её протокой в примерно 120 километрах от моря. В 1645 или 1646 году 13 казаков во главе с Семёном Ивановичем Дежнёвым выдержали в Нижнеколымском зимовье штурм юкагиров-омоков под предводительством Олая (Аллая). Выстоять удалось благодаря гибели Олая в рукопашной схватке.
Почти сразу после основания поселение стало значимым центром. В августе — сентябре, когда звероловы завершали промысел, а из Якутска прибывали купцы, в Нижнеколымском зимовье устраивалась ярмарка, на которой продавали и покупали суда, лес, меха, кожи, хлеб, соль, сукна, холст и так далее. Несмотря на трудности пути до Колымы, торговля процветала, поскольку была необычайно выгодной. Например, пуд хлеба, стоивший в Якутске 3—4 алтына, на Нижнеколымской ярмарке продавался за 5—8 рублей. Первая ярмарка состоялась здесь уже в 1647 году.
В 1655 году колымский приказчик (глава русской администрации на Колыме) Константин Дунай сделал Нижнеколымское зимовье своей главной резиденцией. В том же году оно было укреплено палисадом из острожин (частоколом) в длину 22 сажени, в ширину 11 саженей (то есть примерно 48 на 24 метра). Постоянный его гарнизон составлял 8—10 казаков. Однако, обычным местом пребывания приказчика являлись Верхнее или Среднее колымские зимовья, поскольку на Нижнее часто производили набеги чукчи и омоки, которые не раз сжигали его дотла и уничтожали гарнизон. Среди более замиренных юкагиров, кочевавших в верховьях Колымы, было безопаснее. Дело в том, что основной задачей колымских приказчиков было подчинение местного населения и сбор ясака, чему чукчи стойко противились. Приказчики организовали против колымско-алазейских чукчей несколько военных походов в 1648—1659 годах, однако это привело в основном к эскалации конфликта. Русские совершили 8 походов, на которые чукчи ответили 11 своими нападениями, причём не меньше 8 раз подступали к Нижнеколымскому острогу и держали его гарнизон в блокаде (в 1653, 1656, 1659, 1662, 1678, 1679, 1685, 1687 годах).
В 1680-е годы произошло сокращение торгово-промысловой деятельности на северо-востоке Сибири, причиной которого до определённой степени стала эпидемия оспы. Это сокращение повлекло за собой и упадок Нижнеколымского острога. Одновременно, в конце XVII века прекратилось каботажное сообщение между Леной и Колымой и перестала существовать Нижнеколымская ярмарка.

В первой четверти XVIII столетия разрешилась проблема противостояния с чукчами. В 1710 году они последний раз подступали к Нижнеколымскому острогу, а через несколько лет племенная группа колымско-алазейских чукчей исчезла, возможно, вытесненная и уничтоженная другими племенами при участии русских. После этого ситуация в крае стала сравнительно мирной. Однако начавшийся в конце XVII века упадок продолжался. Когда в 1740 году в Нижнеколымск пришла экспедиция Дмитрия Лаптева на боте «Иркутск», поселение состояло лишь из десятка плохоньких избушек, к которым для зимовки экспедиции построили ещё три. В судовом журнале «Иркутска» осталась запись: 
Прибыли в Нижне-Колымский острог, который стоит на острову, в нём жилья десять дворов: настоящих жителей 3 двора, да семь служилых анадырской парти для сохранения того острога от чукчей. 
Примерно в то же время Нижнеколымский острог был использован как место ссылки. В 1742 году сюда был отправлен на вечное поселение бывший президент Коммерц-коллегии барон Карл Людвиг Менгден, пострадавший после свержения Брауншвейгского семейства и восшествия на престол императрицы Елизаветы Петровны. Барон прожил в Нижнеколымске 19 лет и скончался здесь в феврале 1761 года. Через столетие его могила ещё была видна у старого острога.

### Середина XVIII — XIX век
В 1750-х или 1760-х годах Нижнеколымское поселение было перенесено из-за постоянных наводнений на 21 километр к югу от прежнего острога (за ним осталось название Стадухинского острога по имени основателя), на левый берег Колымы против впадения в неё рек Малый и Большой Анюй — на место современного села. Здесь была заложена новая крепость четырёхугольной формы, обнесённая палисадом с четырьмя маленькими остроконечными башнями. В 1762 году на территории Нижнеколымска проживали 874 русских (из которых 638 были мужчинами), включая 250 казаков и 290 промышленников и разночинцев.
К середине 1770-х годов большая часть гарнизона была выведена, а острог заброшен. В 1786 году население составляло всего лишь 66 чел. 
Дальнейший упадок поселения был связан с тем, что региональный центр торговли в XVIII веке переместился из нижнего течения Колымы, где находился Нижнеколымск, к востоку. Центром торговли Колымского края и Чукотки стала большая ежегодная Анюйская (или Чукотская) ярмарка, которая в середине XVIII века проходила в Ангарке, находившейся у впадения одноимённой реки в Большой Анюй. В конце XVIII века для ярмарки было выбрано другое место, а в начале XIX века она была перенесена в небольшое поселение Островное, основанном в 1810 году на реке Малый Анюй (в 250 километрах к Востоку от Нижнеколымска).
В 1779 году в Нежнеколымске была построена деревянная церковь. Деньги на неё и утварь поступили из упразднённой перед тем Анадырской церкви и часовни на старом месте поселения, сгоревшей в 1747 году. В 1873 году на средства купца П. Н. Барашкова была выстроена новая Нижнеколымская Спасская церковь.

Нижнеколымск был важным перевалочным пунктом на пути с Колымы на реку Анадырь, базой для организации морских экспедиций из устья Колымы, жители занимались рыболовством и охотой. В 1820—1824 годах в Нижнеколымске базировалась экспедиция Фердинанда Врангеля, исследовавшая низовья Колымы и прилегающую морскую акваторию. Врангель писал о Нижнеколымске:
Самый острог обнесён деревянным забором, по углам которого выстроены четыре маленькие остроконечные башни. Внутри сей ограды находится большое строение для канцелярии, или присутственного места, и несколько сараев, по большей части пустых. В двух из них сберегают материалы и остатки всякого рода от бывшей в 1739 году экспедиции лейтенанта Лаптева, а также от судов «Паллас» и «Ясашна», на которых капитаны Сарычев и Биллинга совершали свои плавания по Ледовитому морю. Местечко состоит, кроме острога, из одной церкви и 42 домов и юрт. 

Путешественник и миссионер Андрей Иванович Аргентов так описывал Нижнеколымск этого времени (1850-е — 1870-е годы):
В Нижнеколымске 40 лачуг, ни одна не покрыта. В зимнее время ледяные окна, а в летнее из налимьей шкуры. Печи деревянные, обмазанные глиной (чувалы), и от пожаров Бог хранит. Церковь деревянная, слюдяные окна; колокол в 9 пудов; есть старинные иконы в серебряных ризах; утварь очень приличная. Жители набираются в Нижнеколымске только перед весною на один месяц в ярмарочную пору. В другое время года здесь находятся: священник без причта, фельдфебель без команды, училище без учеников, престарелая купчиха без денег и товара, да сторож, он же и вахтер. 
Другой автор отмечает, что Нижнеколымск регулярно страдал от наводнений при весенних разливах Колымы, причем нередко затапливался полностью, так что с домов даже сносило крыши, крытые дёрном и древесной корой. Кроме «старых полуразвалившихся» жилых домов в посёлке была деревянная церковь, запасный хлебный магазин (склад), экономический магазин с рыбой «для народного продовольствия», пороховой подвал и соляная стойка. Казённое имущество в магазинах охраняли казаки и расходовали избранные от общества смотрители магазинов и соляной сиделец под наблюдением частного командира — должностного лица, назначаемого из Якутска, которому было вверено полицейское управление, сбор податей, составление различной отчётности и так далее. Население посёлка собиралось в него в феврале, марте и начале апреля, во время приезда купцов из Якутска, отъезжавших затем дальше, на Чукотскую ярмарку. Летом же все расходились по рыбным местам — заимкам. Школ не было во всём Нижнеколымском крае. Почта приходила три раза в год. Какая-то медицинская помощь отсутствовала, как и аптека, лекарь приезжал только во время эпидемий, да и то не всегда. В результате все «лечебные» дела лежали на местных шаманах.
Главным занятием и пропитанием нижнеколымцев были рыбная ловля (особенно сельди), охота на птицу и сбор ягод. Хлебопашество было невозможно по природным условиям, огородничество крайне затруднено и не развито. Огромное количество рыбы уходило на прокорм ездовых собак — главного достояния местных жителей. Обычным явлением были голодные зимы, в которые русское население спасалось помощью чукчей, задёшево, а то и вообще даром жертвовавших им своих оленей. Все привозные товары стоили чрезвычайно дорого.
Население Нижнеколымска на протяжении всего XIX века оставалось стабильным по численности. Роста не было, временами наблюдалось резкое уменьшение. Например, в 1884—1885 годах эпидемия оспы уничтожила больше трети жителей Нижнеколымска, а некоторые соседние поселения вымерли совсем.

### XX век

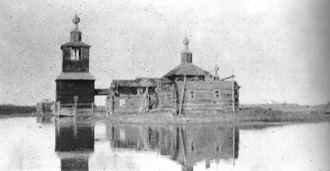
Нижнеколымск во время паводка 16 июня 1912

В 1909 году экспедиция Георгия Яковлевича Седова детально обследовала устье Колымы и составила точную его карту. Была доказана возможность прохода морских судов в Колыму и по ней — до Нижнеколымска. Начиная с 1911 и до 1917 года в Нижнеколымск стали совершаться ежегодные пароходные рейсы из Владивостока. Обсуждалось и налаживание речного пароходного сообщения по реке Колыме. Транспортное сообщение было прервано революцией. Следующее судно из Владивостока дошло до Нижнеколымска только в 1923 году, после чего колымские рейсы вновь стали ежегодными.
В 1918 году в Нижнеколымске было открыто почтовое отделение, но до организации регулярного авиасообщения почта из Якутска доходила сюда не чаще, чем один-два раза в месяц. В 1926 году постановлением общего собрания населения Нижнеколымского сельсовета была закрыта Спасская церковь, а её здание позже использовалось как районный клуб. 8 июля 1929 года в Нижнеколымске впервые совершил посадку самолёт. Это произошло во время перелёта Отто Артуровича Кальвица от Берингова пролива на Лену.
В декабре 1930 году Нижнеколымск стал центром района Западной тундры Чукотского национального округа. В мае 1931 года район был возвращён в состав Якутской АССР и переименован в Нижне-Колымский. Однако Нижнеколымск не долго был райцентром: 10 января 1941 года эта функция была передана поселению Новые Кресты, расположенному вблизи первоначального расположения Нижнеколымского острога, но на другом берегу Колымы, где находились центральная усадьба оленеводческого совхоза Дальстроя и база полярной авиации. Вскоре после этого в Нижнеколымске разобрали районный клуб (бывшую церковь) и отправили её в Нижние Кресты для строительства там рабочего клуба.
После 1940-х годов Нижнеколымск окончательно пришёл в упадок: в 1951 году в нём проживало 99 человек, а в 1992 — от 13 до 20 (по разным данным). Центром расселения нижнеколымчан стали село Походск (там в 1928 году была открыта начальная школа, а в 1929 году организован колхоз) и посёлок Черский (так с 1963 года называются Нижние Кресты). В 1968 году было закрыто почтовое отделение Нижнеколымска.
Предполагают, что в 1906 году в Нижнеколымске родился известный израильский поэт и писатель Александр Пэнн, но, возможно, это лишь романтическая версия, выдуманная самим поэтом.

### Административно-ссыльные
- Распутин Иван Спиридонович
- Распутина Анна Михайловна

## Население
| 1939 | 2001 | 2002 | 2010 | 2021 |
| ---- | ---- | ---- | ---- | ---- |
| 446  | ↘6   | ↘0   | ↗6   | ↘4   |